# The Donnas
The Donnas foi uma banda de hard rock americana, formada em 1993, por quatro garotas estadunidenses: Brett Anderson (vocalista principal), Allison Robertson (guitarra e vocais de apoio), Maya Ford (baixo e vocais de apoio) e Torry Castellano (bateria, percussão e vocais de apoio). Amy Cesari substituiu Castellano, que deixou a banda em 2009 devido a uma tendinite. Amigas desde o ginásio em Palo Alto, na Califórnia, aos 14 anos elas começaram a ensaiar e provocar a todos com suas letras e seu som punk colado na irreverência dos Ramones, seus ídolos máximos. Sob o nome de Ragady Anne, dois anos mais tarde, no final de 1995, mudam o nome para The Donnas. Dois anos depois, assinaram com uma gravadora independente Lookout! Records.

## Carreira
Em 1997, é lançado o álbum The Donnas, considerado um disco de som simples e cru, influenciado por bandas de pop punk. No ano seguinte a banda lançou American Teenage Rock And Roll Machine que fez sucesso no cenário underground americano e europeu. Esse marca o fim da colaboração entre The Donnas e Darrin Raffelli, um músico amigo mais velho, que escrevia em conjunto com elas a maioria dos temas.
Em 1999 elas lançam o álbum Get Skintight, que exibe uma progressão sonora em relação aos discos anteriores. Do punk rock de garagem a The Donnas passa para um glam punk. Dois anos depois, a banda lança o álbum Turn 21 mantendo o estilo hard rock

### Era Atlantic
No inicio de 2002, a banda assinou um contrato com uma grande gravadora, a Atlantic Records de Ahmet Ertegün e que tem em seu histórico discos lançados de, entre outros, Ray Charles, Led Zeppelin e AC/DC. O primeiro disco pela gravadora e quinto da banda foi Spend the Night, lançado em 2002. Suas músicas abordam temas diferentes como sexo, festas, cerveja e carros. Esse é até hoje o único disco editado oficialmente no mercado brasileiro.
Em 2004, a banda editou o seu sexto disco, o Gold Medal. Esse disco traz um som acústico e a presença de violões em algumas faixas. A turnê desse CD levou a The Donnas a se apresentar no festival Big Day Out, em Sydney, na Austrália. Aproveitando as gravações de Gold Medal, as quatro decidiram gravar os covers de Dancing With Myself de Billy Idol e Roll On Down The Highway do Bachman Turner Overdrive para a trilha sonora dos filmes Meninas Malvadas e Herbie: Meu Fusca Turbinado, ambos protagonizados por Lindsay Lohan. Fall Behind Me também foi utilizada para o videoclipe da equipe americana de snowboard feminino para os Jogos Olímpicos de Inverno de 2006 em Turim, na Itália.

### Retorno ao mercado independente
No ano de 2007 a banda resolve voltar para o mercado indepentende ao criar o seu próprio selo, o Purple Feather Records. No mesmo ano editam o sétimo disco, o Bitchin'. O álbum dispõe de vários solos de guitarra e uma bateria forte.
Em 2010 a baterista Torry Castellano anunciou sua aposentadoria no site da banda devido a uma tendinite. Torry foi substituída por Amy Cesari da banda The Demonics e hoje é estudante da Universidade de Stanford.
Em Agosto de 2012 anunciou que começaria a gravar o seu oitavo álbum de estúdio e nos shows chegou a executar uma nova canção chamada Tramp. Em Novembro de 2016 o selo Cherry Red Records re-lançou o quinto disco Spend The Night, que contém seis faixas bônus, que consistem de B-sides e canções de discos anteriores. Até setembro de 2020, não há notícias sobre um novo álbum. O que se sabe é que elas continuam em hiato, até a data. O último show da banda foi realizado em Sioux City, Iowa, em 15 de Junho de 2012.

## Discografia
Como Ragady Anne
- Ragady Anne EP (1995)

Como The Electrocutes
- Steal Yer Lunch Money (1998)

Como The Donnas
- The Donnas (1997)
- American Teenage Rock And Roll Machine (1998)
- Get Skintight (1999)
- The Donnas Turn 21 (2001)[3]
- Spend the Night (2002)
- Gold Medal (2004)
- Bitchin' (2007)
- Greatest Hits Vol. 16 (2009)

## Integrantes
- Brett Anderson → vocal e piano (1993–2012)
- Allison Robertson → guitarra e vocal de apoio (1993–2012)
- Maya Ford → baixo, vocal de apoio (1993–2012)
- Amy Cesari → bateria, vocal de apoio (2009–2012)
- Torry Castellano → bateria e vocal de apoio (1993–2009)